# 남경 남해부
남경 남해부(南京南海府)는 발해의 주요 도시인 5경 가운데 하나다.

## 개요
옥저의 고지에 설치되었으며, 옥주(沃州), 청주(睛州), 초주(椒州)의 3개주를 관할했다.
발해 멸망 이후 압록부, 장령부, 부여부, 정리부와 함께 발해 부흥운동이 활발하게 벌어졌으나 요나라가 이들을 진압한 이후 남해부의 주민들을 지금의 랴오닝성 안산 시, 잉커우 시 일대로 강제이주시키고 해주를 설치했고 그 땅은 완전히 여진족이 차지하게 되었다.
거란의 강제이주 정책으로 인해 그 위치가 잊혀졌다. 해동역사의 저자 한진서 등의 일부 실학자들은 지금의 북청군, 혹은 함흥에 있었을 것으로 추정했다.
이후 북한정권이 고고학조사를 한 결과 지금의 남경남해부가 함경남도 북청군 하호리 청해토성에 있었던 것으로 결론지었다.
남경남해부는 발해의 주요 교통로중 하나인 신라도(新羅道)의 출발점으로 여겨진다.

## 행정구역
| 주명 | 한자 | 추정 위치                                | 비고 |
| ---- | ---- | ---------------------------------------- | --- |
| 옥주 | 沃州 | 함경남도 북청군 신북청면 하호리 청해토성 | 요사 지리지에는 본래 옥저현(沃沮縣), 취암현(鷲岩縣), 용산현(龍山縣), 빈해현(濱海縣), 승평현(升平縣), 영천현(靈泉縣)을 관할했다고 기록되어 있다. 거란이 남해부를 정렴한 이후 속현을 모두 폐지하고 하이청 시로 옮겼다. 함경남도 북청군 신북청면 하호리(북한기준 북청군 하호리)에 있는 청해토성에 있었던 것으로 추정된다. |
| 청주 | 睛州 | 미상                                     | 요사 지리지에는 본래 천청현(天晴縣), 신양현(神陽縣), 연지현(蓮池縣), 낭산현(狼山縣), 선암현(仙岩縣)을 두었다고 기록되어 있다. 거란이 남해부를 점령한 이후 속현을 모두 폐지하고 안산 시 일대로 옮겼다. |
| 초주 | 椒州 | 미상                                     | 요사 지리지에는 본래 초산현(椒山縣), 맥령현(貂嶺縣), 사천현(澌泉縣), 첨산현(尖山縣), 암연현(岩淵縣)을 관할했다고 기록되어 있다. 담기양은 지금의 평안남도 맹산군일대로 추정했다. 거란이 남해부를 점령한 이후 속현을 모두 폐지하고 잉커우 시 다스차오 시 요주촌(耀州村)으로 옮겼다.                                      |

## 같이 보기
- 상경 용천부(上京龍泉府)
- 중경 현덕부(中京顯德府)
- 동경 용원부(東京龍原府)
- 서경 압록부(西京鴨淥府)